# I liga polska w hokeju na lodzie (1955/1956)
1. sezon I ligi polskiej w hokeju na lodzie rozegrany został na przełomie 1955 i 1956 roku. Był to 21. sezon rozgrywek o Mistrzostwo Polski w hokeju na lodzie. W rozgrywkach wzięło udział 8 zespołów. Był to pierwszy sezon rozgrywek systemem ligowym.
Rozgrywki trwały od końca 1955. Mistrzem zostawała najlepsza drużyna sezonu zasadniczego.

## Tabela
| Lp. | Zespół              | M  | Pkt | W  | R | P  | G + | G - | +/-  |
| --- | ------------------- | -- | --- | -- | - | -- | --- | --- | ---- |
| 1   | Legia Warszawa      | 14 | 28  | 14 | 0 | 0  | 128 | 17  | +111 |
| 2   | Górnik Stalinogród  | 13 | 22  | 11 | 0 | 2  | 88  | 33  | +55  |
| 3   | Start Stalinogród   | 14 | 16  | 7  | 2 | 5  | 55  | 49  | +6   |
| 4   | Pomorzanin Toruń    | 14 | 13  | 6  | 1 | 7  | 60  | 47  | +13  |
| 5   | Podhale Nowy Targ   | 14 | 11  | 5  | 1 | 8  | 47  | 59  | -12  |
| 6   | ŁKS Łódź            | 14 | 10  | 5  | 0 | 9  | 53  | 81  | -28  |
| 7   | Gwardia Bydgoszcz   | 13 | 8   | 3  | 2 | 8  | 36  | 107 | -71  |
| 8   | Gwardia Stalinogród | 14 | 2   | 0  | 2 | 12 | 36  | 110 | -74  |